# Mohamed Khouaja
Mohamed Ashour Khouaja (parfois translittéré Khwaja) (né le 1er novembre 1987) est un athlète libyen, spécialiste du 400 mètres.

## Carrière
Avec comme meilleure marque 46 s 26, obtenus à Riyad (mai 2009), il remporte la médaille d'or aux Jeux méditerranéens 2009 en descendant en dessous de 46 s. Aux Championnats du monde à Berlin, il bat le record de son pays en 45 s 56 et se qualifie pour la demi-finale. Il remporte la médaille d'or aux Championnats d'Afrique d'athlétisme 2010 en 44 s 98 (record national) à Nairobi.

## Palmarès
| Date | Compétition            | Lieu  | Résultat | Épreuve | Temps   |
| ---- | ---------------------- | ----- | -------- | ------- | ------- |
| 2009 | Championnats panarabes | Damas | 2e       | 400 m   | 45 s 35 |